# 100% te ljubam
"100% te ljubam" är en låt framförd av XXL. Den är skriven av Dragan Karanfilovski Bojs, Orce Zafirovski och Vlado Janevski.
Låten var Makedoniens bidrag i Eurovision Song Contest 2000 i Stockholm i Sverige. I finalen den 13 maj slutade den på femtonde plats med 29 poäng.